# Giải bóng đá Cúp Quốc gia 2010
Giải bóng đá Cúp Quốc gia 2010, tên gọi chính thức là Giải bóng đá Cúp Quốc gia - Nhựa Hoa Sen 2010 vì lý do tài trợ, là mùa giải thứ 18 của Giải bóng đá Cúp Quốc gia do Liên đoàn bóng đá Việt Nam (VFF) tổ chức. Diễn ra từ ngày 23 tháng 1 đến 28 tháng 8 năm 2010, giải đấu có sự góp mặt của 14 đội thuộc giải Vô địch quốc gia và 12 đội thuộc giải Hạng Nhất quốc gia. Đây là năm đầu tiên tập đoàn Hoa Sen trở thành nhà tài trợ chính cho giải đấu.

## Thể thức thi đấu
Giải đấu áp dụng luật thi đấu của FIFA và các quy chế, quy định của Liên đoàn bóng đá Việt Nam.
Các đội đá loại trực tiếp 1 lượt trận, nếu hoà sau 2 hiệp chính sẽ thi đá luân lưu 11 mét để xác định đội thắng (không có hiệp phụ). Không có trận tranh hạng ba, hai đội thua ở bán kết cùng xếp thứ ba. Đội đoạt cúp vô địch sẽ tham dự trận tranh Siêu cúp Quốc gia và đại diện Việt Nam tham dự Cúp AFC 2011.

## Các đội tham dự
Có tất cả 26 câu lạc bộ tham dự, bao gồm 14 đội V-League và 12 đội hạng Nhất. Các đội có tên được in đậm được miễn thi đấu vòng 1/16, vào thẳng vòng 1/8.
14 câu lạc bộ V-League
- Becamex Bình Dương
- Đồng Tâm Long An
- Megastar Nam Định
- Hoàng Anh Gia Lai
- Hoà Phát Hà Nội
- Khatoco Khánh Hòa
- Navibank Sài Gòn
- SHB Đà Nẵng
- Tập đoàn Cao su Đồng Tháp
- Hà Nội T&T
- Sông Lam Nghệ An
- Lam Sơn Thanh Hóa
- Xi măng Hải Phòng
- Xi măng The Vissai Ninh Bình

12 câu lạc bộ hạng Nhất
- An Giang
- SQC Bình Định
- Thành Phố Cần Thơ
- Đồng Nai Berjaya
- Huda Huế
- Hà Nội ACB
- Quảng Nam
- Than Quảng Ninh
- Xi măng Fico Tây Ninh
- Hải Nhân Tiền Giang
- Thành phố Hồ Chí Minh
- Viettel

## Sơ đồ thi đấu
|  | Vòng 1/8                      | Vòng 1/8                      |                             |       | Tứ kết | Tứ kết |  |  | Bán kết | Bán kết |  |  | Chung kết | Chung kết |
|  |                               |                               |                             |       |        |        |  |  |         |         |  |  |           |           |
|  | 21 tháng 2 – sân Vinh         |                               |                             |       |        |        |  |  |         |         |  |  |           |           |
|  |                               |                               |                             |       |        |        |  |  |         |         |  |  |           |           |
|  | Sông Lam Nghệ An              | 3                             |                             |       |        |        |  |  |         |         |  |  |           |           |
|  | Sông Lam Nghệ An              | 3                             | 27 tháng 3 – sân Vinh       |       |        |        |  |  |         |         |  |  |           |           |
|  | Viettel                       | 0                             |                             |       |        |        |  |  |         |         |  |  |           |           |
|  | Viettel                       | 0                             | Sông Lam Nghệ An            | 2     |        |        |  |  |         |         |  |  |           |           |
|  | 21 tháng 2 – sân Hàng Đẫy     |                               | Sông Lam Nghệ An            | 2     |        |        |  |  |         |         |  |  |           |           |
|  |                               | Hòa Phát Hà Nội               | 1                           |       |        |        |  |  |         |         |  |  |           |           |
|  | Hòa Phát Hà Nội               | Hòa Phát Hà Nội               | 1                           | 0 (5) |        |        |  |  |         |         |  |  |           |           |
|  | Hòa Phát Hà Nội               |                               | 25 tháng 4 – sân Vinh       | 0 (5) |        |        |  |  |         |         |  |  |           |           |
|  | Xi măng Hải Phòng             | 0 (4)                         |                             |       |        |        |  |  |         |         |  |  |           |           |
|  | Xi măng Hải Phòng             | 0 (4)                         | Sông Lam Nghệ An            | 3     |        |        |  |  |         |         |  |  |           |           |
|  | 21 tháng 2 – sân Thiên Trường |                               | Sông Lam Nghệ An            | 3     |        |        |  |  |         |         |  |  |           |           |
|  |                               | Megastar Nam Định             | 0                           |       |        |        |  |  |         |         |  |  |           |           |
|  | Megastar Nam Định             | Megastar Nam Định             | 0                           | 1     |        |        |  |  |         |         |  |  |           |           |
|  | Megastar Nam Định             | 27 tháng 3 – sân Thiên Trường |                             | 1     |        |        |  |  |         |         |  |  |           |           |
|  | Hà Nội ACB                    | 0                             |                             |       |        |        |  |  |         |         |  |  |           |           |
|  | Hà Nội ACB                    | 0                             | Megastar Nam Định           | 1     |        |        |  |  |         |         |  |  |           |           |
|  | 21 tháng 2 – sân Ninh Bình    |                               | Megastar Nam Định           | 1     |        |        |  |  |         |         |  |  |           |           |
|  |                               | Xi măng The Vissai Ninh Bình  | 0                           |       |        |        |  |  |         |         |  |  |           |           |
|  | Xi măng The Vissai Ninh Bình  | Xi măng The Vissai Ninh Bình  | 0                           | 3     |        |        |  |  |         |         |  |  |           |           |
|  | Xi măng The Vissai Ninh Bình  |                               | 28 tháng 8 – sân Thống Nhất | 3     |        |        |  |  |         |         |  |  |           |           |
|  | Lam Sơn Thanh Hóa             | 0                             |                             |       |        |        |  |  |         |         |  |  |           |           |
|  | Lam Sơn Thanh Hóa             | 0                             | Sông Lam Nghệ An            | 1     |        |        |  |  |         |         |  |  |           |           |
|  | 19 tháng 2 – sân Chi Lăng     |                               | Sông Lam Nghệ An            | 1     |        |        |  |  |         |         |  |  |           |           |
|  |                               | Hoàng Anh Gia Lai             | 0                           |       |        |        |  |  |         |         |  |  |           |           |
|  | SHB Đà Nẵng                   | Hoàng Anh Gia Lai             | 0                           | 2     |        |        |  |  |         |         |  |  |           |           |
|  | SHB Đà Nẵng                   | 28 tháng 3 – sân Tự Do        |                             | 2     |        |        |  |  |         |         |  |  |           |           |
|  | Thành phố Cần Thơ             | 0                             |                             |       |        |        |  |  |         |         |  |  |           |           |
|  | Thành phố Cần Thơ             | 0                             | SHB Đà Nẵng                 | 4     |        |        |  |  |         |         |  |  |           |           |
|  | 21 tháng 2 – sân Đồng Nai     |                               | SHB Đà Nẵng                 | 4     |        |        |  |  |         |         |  |  |           |           |
|  |                               | Tập đoàn Cao su Đồng Tháp     | 0                           |       |        |        |  |  |         |         |  |  |           |           |
|  | Đồng Nai Berjaya              | Tập đoàn Cao su Đồng Tháp     | 0                           | 0     |        |        |  |  |         |         |  |  |           |           |
|  | Đồng Nai Berjaya              |                               | 24 tháng 4 – sân Chi Lăng   | 0     |        |        |  |  |         |         |  |  |           |           |
|  | Cao su Đồng Tháp              | 2                             |                             |       |        |        |  |  |         |         |  |  |           |           |
|  | Cao su Đồng Tháp              | 2                             | SHB Đà Nẵng                 | 1 (2) |        |        |  |  |         |         |  |  |           |           |
|  | 21 tháng 2 – sân Long An      |                               | SHB Đà Nẵng                 | 1 (2) |        |        |  |  |         |         |  |  |           |           |
|  |                               | Hoàng Anh Gia Lai             | 1 (4)                       |       |        |        |  |  |         |         |  |  |           |           |
|  | Đồng Tâm Long An              | Hoàng Anh Gia Lai             | 1 (4)                       | 1 (4) |        |        |  |  |         |         |  |  |           |           |
|  | Đồng Tâm Long An              | 29 tháng 3 – sân Pleiku       |                             | 1 (4) |        |        |  |  |         |         |  |  |           |           |
|  | Hoàng Anh Gia Lai             | 1 (5)                         |                             |       |        |        |  |  |         |         |  |  |           |           |
|  | Hoàng Anh Gia Lai             | 1 (5)                         | Hoàng Anh Gia Lai           | 1 (6) |        |        |  |  |         |         |  |  |           |           |
|  | 19 tháng 2 – sân Nha Trang    |                               | Hoàng Anh Gia Lai           | 1 (6) |        |        |  |  |         |         |  |  |           |           |
|  |                               | Becamex Bình Dương            | 1 (5)                       |       |        |        |  |  |         |         |  |  |           |           |
|  | Khatoco Khánh Hòa             | Becamex Bình Dương            | 1 (5)                       | 0     |        |        |  |  |         |         |  |  |           |           |
|  | Khatoco Khánh Hòa             |                               |                             | 0     |        |        |  |  |         |         |  |  |           |           |
|  | Becamex Bình Dương            | 1                             |                             |       |        |        |  |  |         |         |  |  |           |           |
|  | Becamex Bình Dương            | 1                             |                             |       |        |        |  |  |         |         |  |  |           |           |

## Vòng 1/16
| 23 tháng 1 năm 2010 | Hà Nội ACB                                   | 2–2 (4–2 p) | Hà Nội T&T              | Đống Đa, Hà Nội                                                             |  |
| 17:00 GMT+7         | - Alejo Gelatini 13' - Phạm Thanh Nguyên 50' | Chi tiết    | - Lê Công Vinh 53', 73' | Sân vận động: Hàng Đẫy Lượng khán giả: 300 người Trọng tài: Nguyễn Văn Đông |  |

| 23 tháng 1 năm 2010 | Thành phố Hồ Chí Minh | 0–1      | Thành phố Cần Thơ       | Quận 10, Thành phố Hồ Chí Minh                                                 |  |
| 18:00 GMT+7         |                       | Chi tiết | - Nguyễn Quang Trãi 68' | Sân vận động: Thống Nhất Lượng khán giả: 2000 người Trọng tài: Trần Trung Hiếu |  |

| 24 tháng 1 năm 2010 | Than Quảng Ninh | 0–2      | Viettel                              | Hạ Long, Quảng Ninh                                                            |  |
| 15:00 GMT+7         |                 | Chi tiết | - Bùi Văn Hà 8' - Triệu Văn Mạnh 10' | Sân vận động: Quảng Ninh Lượng khán giả: 500 người Trọng tài: Nguyễn Quốc Hùng |  |

| 24 tháng 1 năm 2010 | Megastar Nam Định         | 1–0      | Huda Huế | Thành phố Nam Định, Nam Định                                                 |  |
| 15:30 GMT+7         | - Philip Onyeky Okoro 15' | Chi tiết |          | Sân vận động: Thiên Trường Lượng khán giả: 1000 người Trọng tài: Phạm Bá Hòa |  |

| 24 tháng 1 năm 2010 | Navibank Sài Gòn | 0–1      | Đồng Nai Berjaya        | Quận 10, Thành phố Hồ Chí Minh                                               |  |
| 15:30 GMT+7         |                  | Chi tiết | - Anthony Oluchukwu 47' | Sân vận động: Thống Nhất Lượng khán giả: 1000 người Trọng tài: Ngô Quốc Hưng |  |

| 24 tháng 1 năm 2010 | An Giang             | 1–2      | Hoàng Anh Gia Lai                         | Long Xuyên, An Giang                                                           |  |
| 15:30 GMT+7         | - Trần Văn Cường 41' | Chi tiết | - Đoàn Văn Nirut 21' - Đoàn Văn Sakda 44' | Sân vận động: An Giang Lượng khán giả: 2500 người Trọng tài: Nguyễn Trung Kiên |  |

| 24 tháng 1 năm 2010 | Hoà Phát Hà Nội                                             | 3–1      | Quảng Nam          | Đống Đa, Hà Nội                                                               |  |
| 15:30 GMT+7         | - Đinh Thanh Trung 44' - Kléber 84' - Eduardo Furrier 90+2' | Chi tiết | - Đặng Đức Nhật 6' | Sân vận động: Hàng Đẫy Lượng khán giả: 1500 người Trọng tài: Nguyễn Ngọc Châu |  |

| 24 tháng 1 năm 2010 | Khatoco Khánh Hoà                      | 2–1      | Xi măng Fico Tây Ninh | Nha Trang, Khánh Hòa                                                           |  |
| 16:30 GMT+7         | - Agostinho 27' - Nguyễn Quang Hải 66' | Chi tiết | - Đặng Tôn Vĩnh 42'   | Sân vận động: Nha Trang Lượng khán giả: 1500 người Trọng tài: Nguyễn Văn Quyết |  |

| 23 tháng 1 năm 2010 | Xi măng The Vissai Ninh Bình          | 2–1      | SQC Bình Định    | Thành phố Ninh Bình, Ninh Bình                                                |  |
| 17:00 GMT+7         | - Nguyễn Việt Thắng 22' - Gustavo 73' | Chi tiết | - Lê Kim Bình 7' | Sân vận động: Ninh Bình Lượng khán giả: 2000 người Trọng tài: Nguyễn Phi Long |  |

| 24 tháng 1 năm 2010 | Đồng Tâm Long An                                     | 3–2      | Hải Nhân Tiền Giang                  | Tân An, Long An                                                           |  |
| 17:00 GMT+7         | - Phan Thanh Giang 28', 80' - Nguyễn Minh Phương 62' | Chi tiết | - Hervé Din Din 25' - Đinh Cường 74' | Sân vận động: Long An Lượng khán giả: 1500 người Trọng tài: Đào Văn Cường |  |

## Vòng 1/8
| 19 tháng 2 năm 2010 | SHB Đà Nẵng                                  | 2–0      | Thành phố Cần Thơ | Hải Châu, Đà Nẵng                                                             |  |
| 16:00 GMT+7         | - Huỳnh Quốc Anh 70' - Nicolás Hernández 77' | Chi tiết |                   | Sân vận động: Chi Lăng Lượng khán giả: 10.000 người Trọng tài: Hoàng Anh Tuấn |  |

| 19 tháng 2 năm 2010 | Khatoco Khánh Hòa | 0–1      | Becamex Bình Dương     | Nha Trang, Khánh Hòa                                                      |  |
| 16:00 GMT+7         |                   | Chi tiết | Huỳnh Kesley Alves 52' | Sân vận động: Nha Trang Lượng khán giả: 1500 người Trọng tài: Võ Minh Trí |  |

| 21 tháng 2 năm 2010 | Hòa Phát Hà Nội | 0–0 (5–4 p) | Xi măng Hải Phòng | Đống Đa, Hà Nội                                                                |  |
| 15:30 GMT+7         |                 | Chi tiết    |                   | Sân vận động: Hàng Đẫy Lượng khán giả: 3.000 người Trọng tài: Nguyễn Văn Quyết |  |

| 21 tháng 2 năm 2010 | Megastar Nam Định     | 1–0      | Hà Nội ACB | Thành phố Nam Định, Nam Định                                                   |  |
| 15:30 GMT+7         | - Hoàng Danh Ngọc 53' | Chi tiết |            | Sân vận động: Thiên Trường Lượng khán giả: 1.500 người Trọng tài: Đỗ Quốc Hoài |  |

| 21 tháng 2 năm 2010 | Đồng Nai Berjaya | 0–2      | Tập đoàn cao su Đồng Tháp                   | Biên Hòa, Đồng Nai                                                             |  |
| 15:30 GMT+7         |                  | Chi tiết | - Samson Kayode 50' - Lương Văn Được Em 74' | Sân vận động: Đồng Nai Lượng khán giả: 1.000 người Trọng tài: Nguyễn Quốc Hùng |  |

| 21 tháng 2 năm 2010 | Đồng Tâm Long An         | 1–1      | Hoàng Anh Gia Lai   | Tân An, Long An                                                              |  |
| 16:00 GMT+7         | Phan Quý Hoàng Lâm 90+7' | Chi tiết | Đoàn Việt Cường 47' | Sân vận động: Long An Lượng khán giả: 3.000 người Trọng tài: Trần Công Trọng |  |

| 21 tháng 2 năm 2010 | Sông Lam Nghệ An            | 3–0      | Viettel | Vinh, Nghệ An                                                             |  |
| 16:30 GMT+7         | Rajko Vidović 11', 31', 78' | Chi tiết |         | Sân vận động: Vinh Lượng khán giả: 4.000 người Trọng tài: Nguyễn Văn Kiên |  |

| 21 tháng 2 năm 2010 | Xi măng The Vissai Ninh Bình                     | 3–0      | Lam Sơn Thanh Hóa | Thành phố Ninh Bình, Ninh Bình                                                  |  |
| 17:00 GMT+7         | - Hồ Ngọc Huy 21' - Lê Sỹ Mạnh 34' - Gustavo 88' | Chi tiết |                   | Sân vận động: Ninh Bình Lượng khán giả: 5.000 người Trọng tài: Nguyễn Trọng Thư |  |

## Tứ kết
| 27 tháng 3 năm 2010 | Megastar Nam Định   | 1–0      | Xi măng The Vissai Ninh Bình | Thành phố Nam Định, Nam Định                                                       |  |
| 16:00 GMT+7         | Hoàng Danh Ngọc 46' | Chi tiết |                              | Sân vận động: Thiên Trường Lượng khán giả: 5.000 người Trọng tài: Nguyễn Văn Quyết |  |

| 27 tháng 3 năm 2010 | Sông Lam Nghệ An                         | 2–1      | Hòa Phát Hà Nội    | Vinh, Nghệ An                                                           |  |
| 17:00 GMT+7         | - Rafael Silveira 5' - Rajko Vidović 83' | Chi tiết | Trần Công Danh 62' | Sân vận động: Vinh Lượng khán giả: 3.000 người Trọng tài: Đào Văn Cường |  |

| 28 tháng 3 năm 2010 | SHB Đà Nẵng                                                                 | 4–0      | Tập đoàn Cao su Đồng Tháp | Huế, Thừa Thiên Huế                                                       |  |
| 16:00 GMT+7         | - Nguyễn Rogerio 22', 60' - Nguyễn Minh Triết 41' (l.n.) - Diego Mendez 89' | Chi tiết |                           | Sân vận động: Tự Do Lượng khán giả: 1.500 người Trọng tài: Hoàng Anh Tuấn |  |

| 29 tháng 3 năm 2010 | Hoàng Anh Gia Lai | 1–1 (6–5 p) | Becamex Bình Dương     | Pleiku, Gia Lai                             |  |
| 16:00 GMT+7         | Lê Văn Trương 36' | Chi tiết    | Huỳnh Kesley Alves 54' | Sân vận động: Pleiku Trọng tài: Võ Minh Trí |  |

## Bán kết
| 24 tháng 4 năm 2010 | SHB Đà Nẵng           | 1–1 (2–4 p) | Hoàng Anh Gia Lai    | Hải Châu, Đà Nẵng                                                             |  |
| 16:00 GMT+7         | Trương Quang Tuấn 90' | Chi tiết    | Evaldo Goncalves 14' | Sân vận động: Chi Lăng Lượng khán giả: 20.000 người Trọng tài: Đào Văn Chương |  |

| 25 tháng 4 năm 2010 | Sông Lam Nghệ An                               | 3–0      | Megastar Nam Định | Vinh, Nghệ An                                                         |  |
| 17:00 GMT+7         | - Rajko Vidović 50', 61' - Rafael Silveira 73' | Chi tiết |                   | Sân vận động: Vinh Lượng khán giả: 7.000 người Trọng tài: Vũ Bảo Linh |  |

## Chung kết
| Sông Lam Nghệ An | 1–0      | Hoàng Anh Gia Lai                                                                        |
| --- | -------- | ---------------------------------------------------------------------------------------- |
| - Abdulrazak Ekpoki 25' - Âu Văn Hoàn 13' - Hoàng Văn Bình 28' - Nguyễn Ngọc Anh 29' - Nguyễn Hoàng Helio 76' - Goran Brašnić 87' - Trần Quốc Tuấn 90' | Chi tiết | - Đoàn Việt Cường 6' - Benjamin Mawusi 22' - Evaldo Goncalves 45' - Nguyễn Tăng Tuấn 69' |

| Vô địch Cúp Quốc gia 2010 Sông Lam Nghệ An Lần thứ hai |

## Thống kê

### Tiền thưởng
- Đội vô địch: Sông Lam Nghệ An, giải thưởng: Cúp, huy chương vàng và 350 triệu đồng.
- Đội á quân: Hoàng Anh Gia Lai, giải thưởng: Huy chương bạc và 200 triệu đồng
- Hai đội hạng ba: SHB Đà Nẵng và Megastar Nam Định, giải thưởng: Huy chương đồng và 100 triệu đồng/đội.

### Cầu thủ ghi bàn
Đã có 57 bàn thắng ghi được trong 25 trận đấu, trung bình 2.28 bàn thắng mỗi trận đấu.
6 bàn thắng
- Rajko Vidović (Sông Lam Nghệ An)

2 bàn thắng
- Lê Công Vinh (Hà Nội T&T)
- Phan Thanh Giang (Đồng Tâm Long An)
- Gustavo (Xi măng The Vissai Ninh Bình)
- Hoàng Danh Ngọc (Megastar Nam Định)
- Rafael Silveira (Sông Lam Nghệ An)
- Nguyễn Rogerio (SHB Đà Nẵng)
- Huỳnh Kesley Alves (Becamex Bình Dương)

1 bàn thắng
- Alejo Gelatini (Hà Nội ACB)
- Phạm Thanh Nguyên (Hà Nội ACB)
- Nguyễn Quang Trãi (Thành phố Cần Thơ)
- Bùi Văn Hà (Viettel)
- Trần Văn Mạnh (Viettel)
- Philip Onyeky Okoro (Megastar Nam Định)
- Anthony Oluchukwu (Đồng Nai Berjaya)
- Trần Văn Cường (An Giang)
- Đoàn Văn Nirut (Hoàng Anh Gia Lai)
- Đoàn Văn Sakda (Hoàng Anh Gia Lai)
- Đinh Thanh Trung (Hòa Phát Hà Nội)
- Kléber (Hòa Phát Hà Nội)
- Eduardo Furrier (Hòa Phát Hà Nội)
- Agostinho (Khatoco Khánh Hòa)
- Nguyễn Quang Hải (Khatoco Khánh Hòa)
- Nguyễn Việt Thắng (Xi măng The Vissai Ninh Bình)
- Nguyễn Minh Phương (Đồng Tâm Long An)
- Hervé Din Din (Hải Nhân Tiền Giang)
- Đinh Cường (Hải Nhân Tiền Giang)
- Huỳnh Quốc Anh (SHB Đà Nẵng)
- Nicolás Hernández (SHB Đà Nẵng)
- Samson Kayode Olaleye (Tập đoàn cao su Đồng Tháp)
- Lương Văn Được Em (Tập đoàn cao su Đồng Tháp)
- Phan Quý Hoàng Lâm (Đồng Tâm Long An)
- Đoàn Việt Cường (Hoàng Anh Gia Lai)
- Hồ Ngọc Huy (Xi măng The Vissai Ninh Bình)
- Lê Sỹ Mạnh (Xi măng The Vissai Ninh Bình)
- Trần Công Danh (Hòa Phát Hà Nội)
- Diego Mendez (SHB Đà Nẵng)
- Lê Văn Trương (Hoàng Anh Gia Lai)
- Trương Quang Tuấn (SHB Đà Nẵng)
- Evaldo Goncalves (Hoàng Anh Gia Lai)
- Abdulrazak Ekpoki (Sông Lam Nghệ An)

1 bàn phản lưới nhà
- Nguyễn Minh Triết (Tập đoàn Cao su Đồng Tháp; trận gặp SHB Đà Nẵng)